# Rudolf Epp
 (juillet 2016).
Si vous disposez d'ouvrages ou d'articles de référence ou si vous connaissez des sites web de qualité traitant du thème abordé ici, merci de compléter l'article en donnant les références utiles à sa vérifiabilité et en les liant à la section « Notes et références ».
Pour les articles homonymes, voir Epp.
Rudolf Epp, né le 30 juillet 1834 à Eberbach (Grand-duché de Bade), et mort le 8 août 1910 à Vienne (Autriche), est un peintre réaliste badois de l'école de Munich.

## Biographie

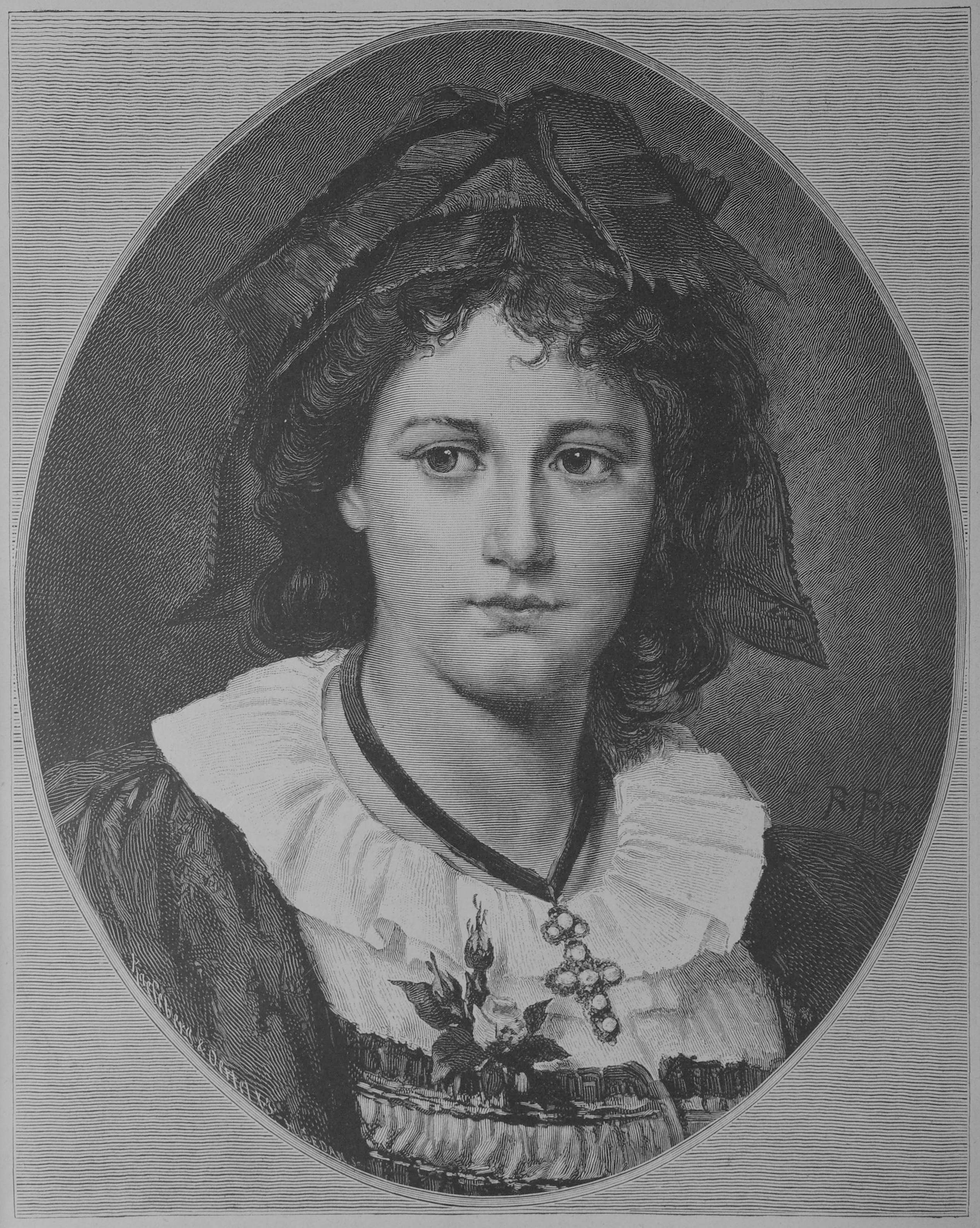
Portrait d'une jeune fille de Forêt Noire (1882), gravure d'après Rudolf Epp.

Rudolf Epp est le fils d'un artisan décorateur. Il est l'élève de Karl Ludwig Seeger et entre à l'Académie des beaux-arts de Carlsruhe, où il a comme professeurs Ludwig des Coudres et Johann Wilhelm Schirmer. Il étudie ensuite à l'école des arts de Düsseldorf. Il est exempté du service militaire obligatoire grâce à ses dons remarqués par le grand-duc Frédéric Ier, dont il fait le portrait plus tard. Il reçoit aussi une bourse qui lui permet de voyager en Forêt-Noire. L'année 1859 le voit passer de longs moments à peindre et à dessiner dans les environs de Fribourg-en-Brisgau et de Landstuhl.
Rudolf Epp se marie en 1862 et déménage à Munich en 1863. Il est alors influencé par l'œuvre de Karl von Piloty, directeur de l'Académie des beaux-arts de Munich. Il atteint à cette époque une grande renommée qui ne le quittera point jusqu'à la fin de ses jours, le public appréciant ses peintures de genre et ses paysages.

### Galerie

Œuvres non localisées attribuées à Rudolf Epp
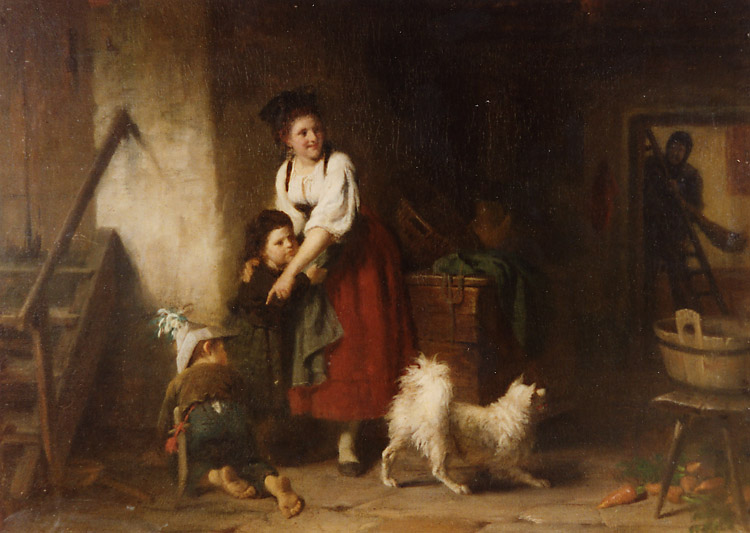
L'Hôte non prié, huile sur toile, 51 × 73 cm.
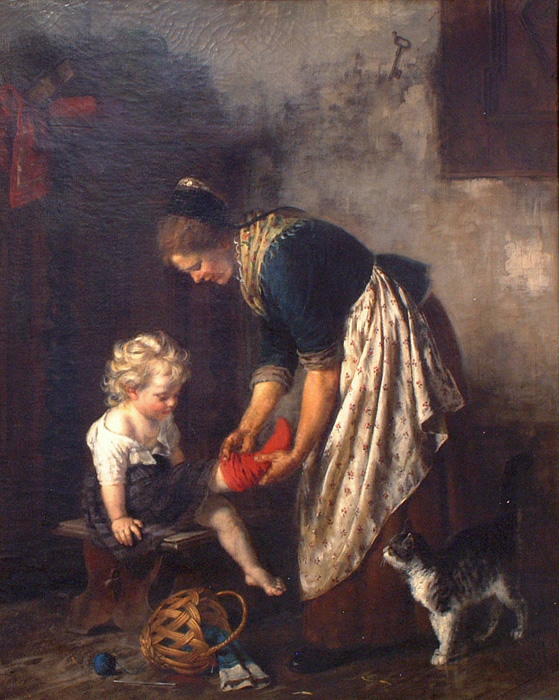
Mère habillant son enfant, huile sur toile, 77 × 61 cm.
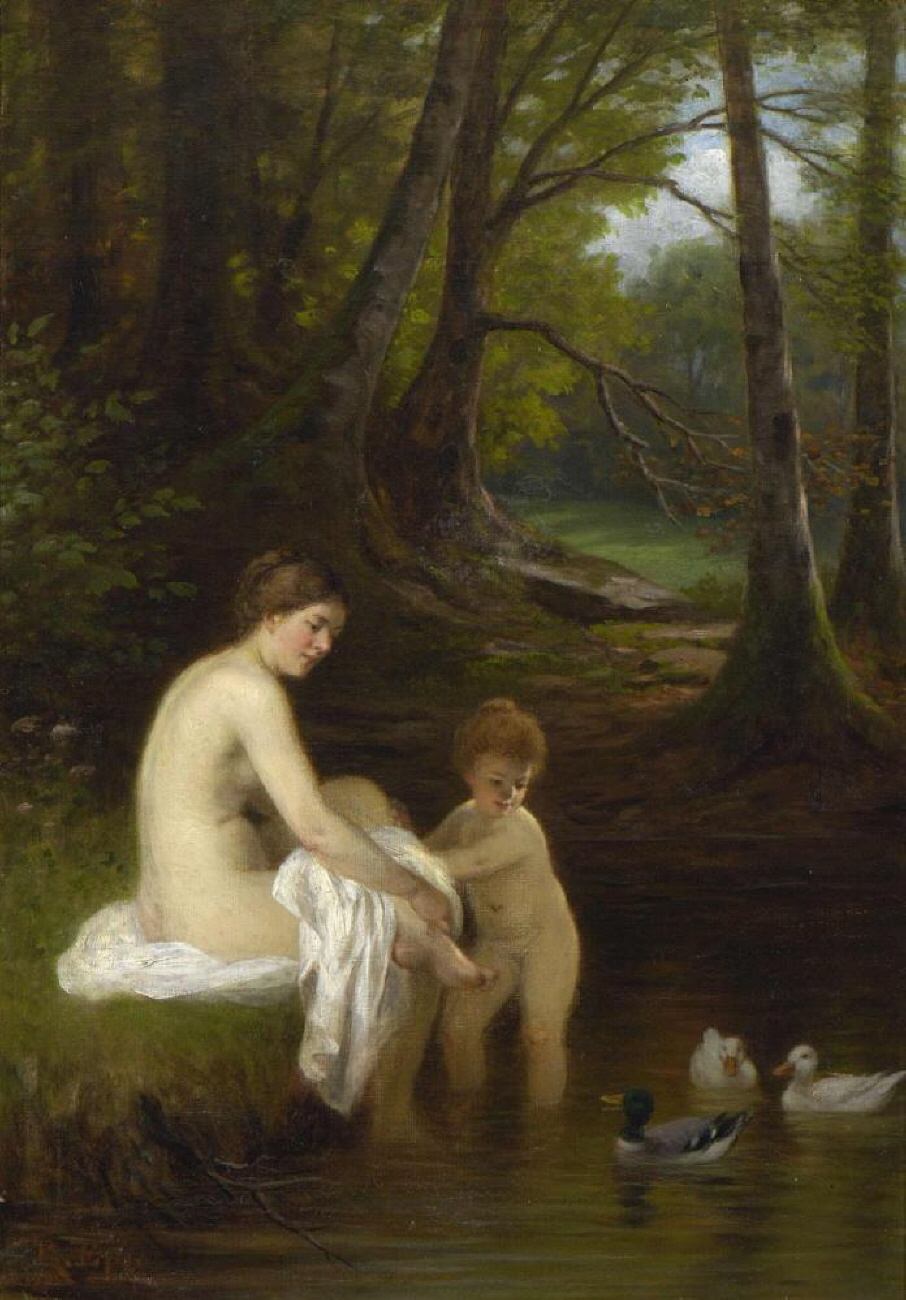
Baigneuse avec son enfant, vers 1890.
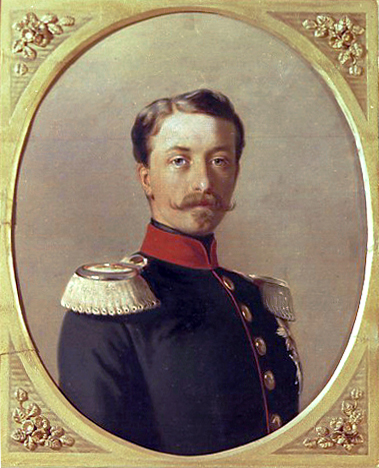
Portrait du grand-duc Frédéric Ier de Bade (1826-1907).
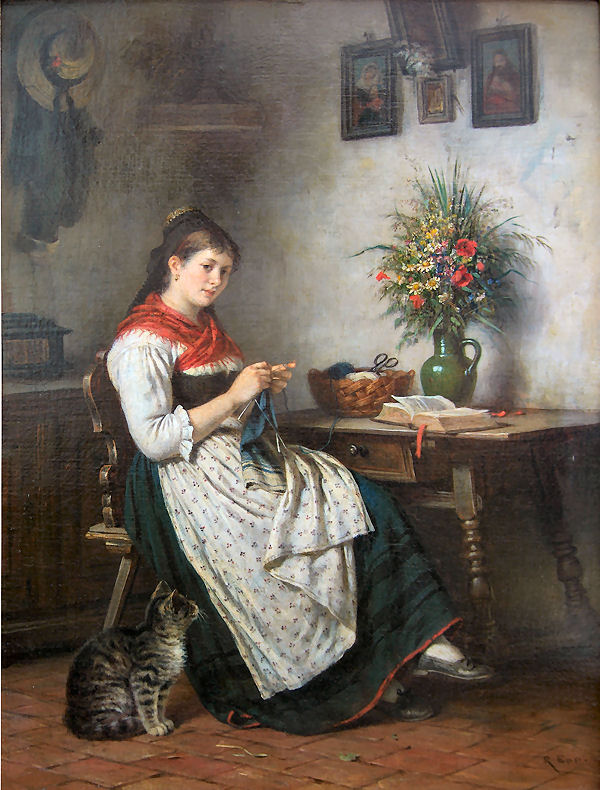
Jeune Fille tricotant.
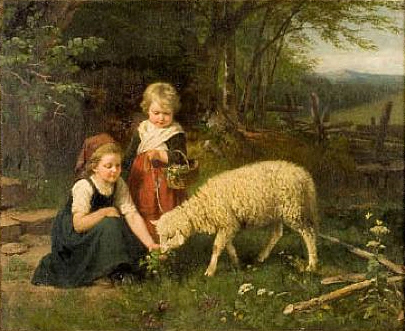
L'Agneau favori.
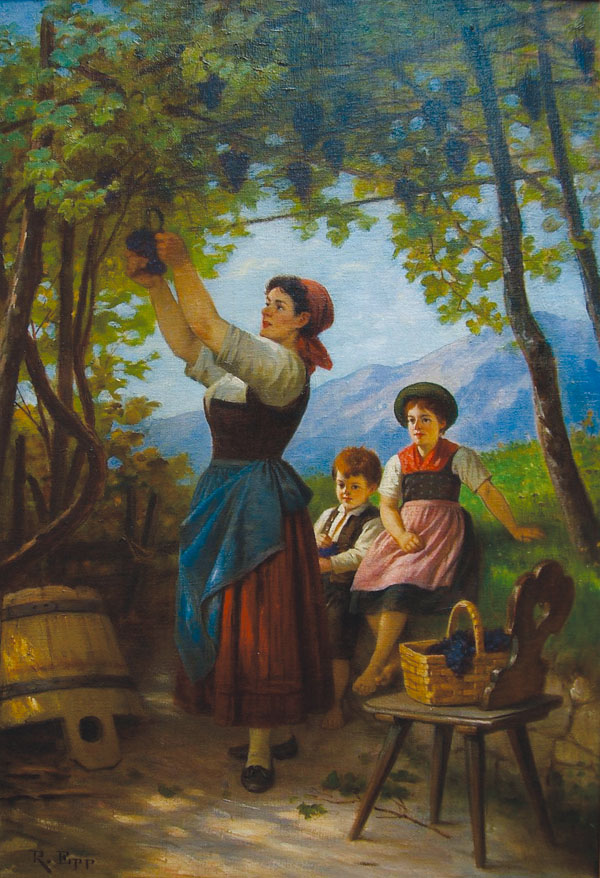
Récolte du raisin.